# Fédération du Vanuatu de football
La Fédération du Vanuatu de football (Vanuatu Football Federation (en) VFF) est une association regroupant les clubs de football du Vanuatu et organisant les compétitions nationales et les matchs internationaux de la sélection du Vanuatu.
La fédération nationale du Vanuatu est fondée en 1934. Elle est affiliée à la FIFA depuis 1988 et est également membre de l'OFC.